# عماد عقل
عماد حسن إبراهيم عقل (أبو حسين؛ 1971 - 1993) مجاهد وقائد عسكري ميداني في كتائب عز الدين القسام الجناح العسكري لحركة المقاومة الإسلامية (حماس)، ومن مؤسسي كتائب عز الدين القسام في الضفة الغربية. استشهد في اشتباك مسلح مع جيش الاحتلال الإسرائيلي بعد انكشاف مكان اختبائه.

## نشأته وتعليمه
ولد 19 يونيو (حزيران) من عام 1971 في مخيم جباليا الواقع شمال قطاع غزة، والده كان يعمل مؤذناً لمسجد الشهداء في المخيم، هاجر أهله بعد حرب 1948 من قرية برير القريبة من المجدل، اغتاله الجيش الإسرائيلي في 24 تشرين الثاني (نوفمبر) 1993.
درس في إحدى مدارس مخيم جباليا في المرحلتين الابتدائية ولإعدادية وعرف بتفوقه، وأنهى المرحلة الثانوية عام 1988 في ثانوية الفالوجة محرزاً المرتبة الأولى في بيت حانون والمخيم.
تقدم بأوراقه وشهاداته العلمية إلى معهد الأمل في مدينة غزة لدراسة الصيدلة، إلا أنه ما أن تم إجراءات التسجيل، حتى اعتقلته قوات الاحتلال وتودعه السجن في 23 سبتمبر 1988 ليقدم للمحاكمة بتهمة الانتماء لحركة حماس والمشاركة في الانتفاضة الأولى، فقضى 18 شهراً في المعتقل ليخرج في مارس 1990.
في العام الدراسي 1991-1992 قبل في قسم الشريعة في كلية حطين في عمّان، إلا أن سلطات الجيش الإسرائيلي منعته من السفر.

## نشاطه
انتخب في بداية العام 1991 ضابط اتصال بين «مجموعة الشهداء» -وهي أولى مجموعات كتائب القسام- وبين القيادة. وقد كانت «مجموعة الشهداء» هذه تعمل بشكل أساسي في قتل المتعاونين الخطرين، وتطورت أعمالها لاحقا إلى عمليات عسكرية ضد دوريات وجنود الاحتلال.
وصفه رابين بالأسطورة[بحاجة لمصدر]
- 26 ديسمبر 1991 أصبح مطارداً من قبل الصهاينة بعد اعترافات انتزعت من مقاتلين للحركة بعد تعرضهم لتعذيب شديد.
- 22 مايو 1992 انتقل إلى الضفة الغربية وعمل على تشكيل مجموعات مقاتلة هناك.
- 13 نوفمبر 1992 عاد إلى قطاع غزة بعد أن نظم العمل العسكري في الضفة الغربية، وبعد أن تم اعتقال العشرات من مقاتلي القسام في الضفة الأمر الذي اضطر عقل إلى العودة إلى القطاع.
- رفض عماد الخروج من قطاع غزة متجهاً إلى خارج فلسطين في ديسمبر 1992، وأصرّ على البقاء داخل فلسطين.

أمضى عامين مطاردا من قبل سلطات الاحتلال، وشارك في عدة عمليات، منها:
- تحطيم سيارة مخابرات إسرائيلية وإصابة ركابها، في حي الشيخ عجلين، في غزة، يوم 5 أبريل 1992.
- جرح أربعة جنود بينهم امرأة برتبة ضابط بالخليل، في 21 أكتوبر 1992.
- قتل جندي وجرح آخر بالخليل في 25 أكتوبر 1992.
- قتل ثلاثة جنود بينهم ضابط بطريق الشجاعية، في 7 ديسمتبر 1992.
- جرح جنديين في غزة، في 12 فبراير 1993.

بالإضافة إلى عمليات أخرى نتج عنها العديد من القتلى والجرحى.

### عملية مسجد مصعب بن عمير
شكّلت عملية 4 مايو 1992 نقطة تحول مهمة في عمل كتائب عز الدين القسام، إذ اعتُبرت أول عملية نوعية مصوّرة في تاريخ المقاومة الفلسطينية، وتم التخطيط لها بدقة لاستهداف الآلة العسكرية الإسرائيلية بشكل مباشر. جاءت العملية بعد سلسلة من النشاطات الأمنية التي كانت تركز على ملاحقة العملاء ومروّجي الفساد والمخدرات، إلا أن هذه العملية دشّنت مرحلة جديدة من العمل المقاوم الموجّه ضد أهداف عسكرية واضحة.

صور نادرة من كتائب القسام لعملية مسجد مصعب بن عمير ويظهر فيها الجيب الإسرائيلي شبه مدمر وجثة جندي إسرائيلي ملقاة بجانبة

نفذت العملية مجموعتان تابعتان للقسام: مجموعة "الشهداء" التي كانت مطاردة، ومجموعة "مخيم الشاطئ" التي لم تكن كذلك آنذاك. تولّت الأخيرة مهمة الرصد الميداني على مدار نحو شهر، وتبيّن لها أن سيارة تابعة لشرطة الاحتلال من طراز "فورد" بيضاء، تقل قائد شرطة القطاع الجنرال يوسيف أفني، تمر يوميًا في توقيت ثابت يرافقها عنصر من جهاز الشاباك.
في صباح يوم الاثنين 4 مايو 1992، وعند تمام الساعة 7:05 صباحًا، مرت السيارتان كما توقّع الرصد، إلا أن إطلاق النار تأخر لحظات بعد مرور السيارة الأولى، مما أدى إلى نجاة الجنرال أفني، بينما تعرّضت السيارة الثانية لوابل من الرصاص أصابها بـ24 طلقة، وأوقع إصابات محققة في صفوف ركابها، قبل أن تنسحب المجموعة إلى حي الزيتون عبر شارع صلاح الدين.
رغم تطويق الاحتلال للمنطقة وشنّ حملة اعتقالات واسعة، لم يعترف رسميًا بالعملية، إلا أن صحيفة معاريف العبرية أشارت إلى تعرض موكب قائد الشرطة لإطلاق نار، ونقلت عن أفني قوله إنه رأى شابًا مكشوف الوجه يطلق النار قبل أن يفرّ من المكان. وأكدت الصحيفة العثور على 24 رصاصة فارغة في موقع الهجوم خلال تمشيط قوات الاحتلال لاحقًا.

## استشهاده واغتياله
حاولت إسرائيل اغتياله أكثر من مرة، وجندت العملاء ومخابراتها لذلك، فقد كان على رأس المطلوبين لديها. حتى تم اغتياله 24 نوفمبر 1993.
في 24 نوفمبر 1993 وبعد أن تناول طعام الإفطار -إذ كان صائما- مع بعض رفاقه في حي الشجاعية، وعند خروجه من المنزل الذي كان فيه، دل العميل «وليد حمدية» استخبارات الاحتلال على مكان تواجدهم، فحاصرت قوات الجيش الحي، وجرى اشتباك مسلح بين الجانبين، وقتل عماد عقل بعد إصابته بانفجار قذيفة إسرائيلية في وجهه. ويقول شاهد حضر دفنه: «وجدنا في جسمه 70 طلقة وعدة طعنات بالسكاكين».[بحاجة لمصدر]

### ردود الفعل
أثار اغتيال عماد عقل في 24 نوفمبر 1993 موجة واسعة من الغضب في الأراضي الفلسطينية، إذ اندلعت مواجهات واحتجاجات حاشدة في عدد من المدن والمخيمات، ولا سيما في قطاع غزة والضفة الغربية. وخرج آلاف الفلسطينيين في موكب جنازته من مخيم جباليا، متحدّين حظر التجول الذي فرضته سلطات الاحتلال الإسرائيلي، وشهدت الجنازة مواجهات عنيفة بين المشيعين وقوات الاحتلال، أسفرت عن وقوع إصابات واستخدام مكثف للغاز المسيل للدموع.
أعلنت حركة حماس الحداد لثلاثة أيام، ووصفت الاغتيال بأنه "جريمة صهيونية بشعة" تستهدف تصفية قيادات المقاومة، وتعهدت بالانتقام. ولم تمضِ ساعات حتى نفذت خلية تابعة للحركة عملية فدائية في قطاع غزة، أسفرت عن مقتل ضابط إسرائيلي برتبة مقدم، وهو أعلى رتبة عسكرية يُقتل صاحبها في القطاع منذ اندلاع الانتفاضة الأولى.
وامتدت موجة الاحتجاجات لتشمل معظم مناطق قطاع غزة، من الشجاعية والشيخ رضوان والرمال في مدينة غزة، إلى خان يونس ورفح، إضافة إلى المخيمات الكبرى مثل الشاطئ والبريج والنصيرات. رُفعت خلال المسيرات رايات حركة حماس وشعارات تشيد ببطولة عماد عقل وتدعو للثأر، فيما ردّت القوات الإسرائيلية بإطلاق الرصاص الحي والمطاطي وقنابل الغاز، وفرضت حظر تجول في عدة مناطق.
وفي الضفة الغربية، سادت حالة من التوتر والإضراب العام، حيث عمّ الإضراب مدن نابلس والخليل وطولكرم وبيت لحم ورام الله. ونُظّمت مسيرات طلابية وشعبية في الجامعات والمخيمات، شهدت بعضها صدامات مع قوات الاحتلال. كما انتشرت شعارات على الجدران تندد بالاغتيال، وتدعو إلى الوحدة الوطنية والمقاومة، وامتد التأييد لعماد عقل إلى قواعد شعبية من حركتي فتح والجهاد الإسلامي، اللتين وصفتا اغتياله بأنه "استهداف للرموز الوطنية" و"محاولة لإجهاض الانتفاضة".
رأت الصحف الفلسطينية الصادرة في ذلك الوقت أن عملية الاغتيال تمثل تصعيدًا خطيرًا من جانب الاحتلال الإسرائيلي، وتعبيرًا عن فشل أمني في احتواء العمليات المسلحة في غزة. كما أثارت العملية تساؤلات داخلية حول التنسيق الأمني الفلسطيني الإسرائيلي، وُجهت خلالها انتقادات إلى السلطة الفلسطينية الناشئة، التي كانت تخوض مفاوضات أوسلو، واعتُبر صمتها الرسمي مثيرًا للجدل بين الأوساط الشعبية.

## في السينما
أنتجته شبكة الأقصى الإعلامية عام 2009 في فلسطين فيلم روائي سينمائي تاريخي تحت اسم «عماد عقل.. أسطورة المقاومة» تحدث فيه عن قصة حياته وما جرى فيها من أحداث.
وهو من إخراج ماجد جندية، وسيناريو القيادي في حركة المقاومة الإسلامية حماس محمود الزهار.
ويستعرض الفيلم حياة واستشهاد قائد كتائب القسام عماد عقل منذ ميلاده في عام 1971 وحتى استشهاده في عملية اغتيال نفذها جيش الاحتلال في 23/11/1993.

### ردود فعل إسرائيلية على الفيلم
بعد عرض الفيلم في غزة، لاقى اهتمامًا واسعًا في الصحافة الإسرائيلية، التي ركزت على القيم الإسلامية التي يعكسها الفيلم، وقدرة حركة حماس على إنتاجه رغم الحصار الشديد المفروض على القطاع. صحيفة يديعوت أحرونوت أبرزت في تقريرها أن حماس تمكنت من صنع فيلم سينمائي رغم غياب دور العرض السينمائي في غزة منذ تدميرها خلال الانتفاضة الأولى. تعليقات زوار موقع الصحيفة عبرت عن إعجابهم بـ«تقدير حماس للثقافة»، ودعوا إلى عرض الفيلم على القناتين الأولى والعاشرة في إسرائيل، مع أمنيات بتحويل الصراع المسلح إلى "حرب شاشات".
من جهتها، تناولت صحيفة معاريف الفيلم بنبرة ساخرة، وأطلقت عليه لقب «رامبو نسخة غزة»، مشيرة إلى أن قادة حماس ينوون إنتاج أفلام أخرى عن شخصيات مقاومة مثل عز الدين القسام. وأثارت الصحيفة جدلاً حول مكان ولادة القسام، معتبرة زائفًا أن يكون من حيفا، رغم أن مصادر أخرى تؤكد أنه من سوريا. كما لفتت معاريف الانتباه إلى التفاصيل الفنية في الفيلم، مثل ملابس الممثلات التي كانت تحترم قواعد الحجاب، واستخدام اللغة العبرية بلهجة عربية واضحة بين الممثلين.
كما ركزت الصحيفة على تجسيد شخصية رئيس الوزراء الإسرائيلي السابق إسحاق رابين في الفيلم، وتسليط الضوء على فترة التسعينيات التي تناولها العمل. حضر العرض الافتتاحي عدد من قادة حماس في الجامعة الإسلامية بغزة، وكان من بينهم إسماعيل هنية الذي ظهر وهو يضحك ويلقي التهاني على فريق التمثيل. وعلقت معاريف بشكل طريف على صورة القيادي محمود الزهار، معتبرة أنه رغم مظهره القوي والمخيف، يظهر فيه جانب فني واضح.

## وصلات خارجية
- عماد عقل.. مدرسة رسمت خطوات المجاهدين، إخوان أون لاين.
- فيلم عماد عقل على اليوتيوب
- عماد عقل.. الشهيد الأسطورة- قصة الإسلام.
- عماد عقل  - موقع قناة الأقصى الفضائية.
- المجاهد البطل..عماد عقل - شبكة إسلام ويب.